# Гута (Гайсинський район)
Гу́та — село в Україні, у Райгородській сільській громаді Гайсинського району Вінницької області. Відстань до міста Немирів становить 29 км і проходить автошляхом E50. Населення становить 69 осіб.
Найближча залізнична — станція Самчинці розташована в селі Райгород, понад Бугом. Там проїжджає поїзд Вінниця — Гайворон.
До станції польовою дорогою відстань — 4 км, автодорогою — 7 км.